# Rosica Karamfiłowa-Błagowa
Rosica Atanasowa Karamfiłowa-Błagowa (bułg. Росица Атанасова Карамфилова-Благова) – bułgarska urzędniczka państwowa i inżynier środowiska, od 2022 do 2023 minister ochrony środowiska i zasobów wodnych.

## Życiorys
Ukończyła studia z ekologii i ochrony środowiska na Uniwersytecie Technologii Chemicznej i Metalurgii w Sofii, później wykładała na tej uczelni. Uzyskała stopień doktora inżyniera na podstawie pracy dotyczącej wytwarzania biogazu. Od 2005 pracowała dla państwowych urzędów, zajmując się zwłaszcza tematyką recyklingu odpadów i ochrony środowiska, a także krajowym koordynatorem w Europejskiej Agencji Środowiska. Od 2016 kierowała działami planowania strategicznego i projektów międzynarodowych w ramach ministerstwa ochrony środowiska. W 2021 została dyrektorem krajowej agencji ochrony środowiska (EAOS), weszła w skład zarządu Europejskiej Agencji Środowiska.
W sierpniu 2022 powołana na urząd ministra ochrony środowiska i zasobów wodnych w przejściowym rządzie Gyłyba Donewa. Utrzymała tę funkcję również w utworzonym w lutym 2023 drugim technicznym gabinecie tego samego premiera. Zakończyła urzędowanie w czerwcu 2023.